# Elschbach
Elschbach ist ein Ortsteil der Ortsgemeinde Bruchmühlbach-Miesau im Landkreis Kaiserslautern in Rheinland-Pfalz.

## Lage
Elschbach befindet sich im Norden der Ortsgemeinde. Zu Elschbach gehören zudem noch die Weiler Am Bahnhof, Am Schwimmbad und Schanzermühle. Nördlich des Siedlungsgebiets verläuft der Glan. Nordwestlich des Ortes verläuft der Ohmbach, der wenig später in den Glan mündet. Südöstlich des Ortes befindet sich das Naturschutzgebiet Glanniederung bei Elschbach.

## Geschichte
Bis 1779 war Elschbach Bestandteil der Kurpfalz, anschließend gehörte es zu Pfalz-Zweibrücken. Von 1798 bis 1814, als die Pfalz Teil der Französischen Republik (bis 1804) und anschließend Teil des Napoleonischen Kaiserreichs war, war Elschbach in den Kanton Waldmohr eingegliedert. Anschließend wechselte der Ort in das Königreich Bayern. Von 1818 bis 1862 gehörte er dem Landkommissariat Homburg an; aus diesem ging zunächst das Bezirksamt Homburg hervor. 1928 hatte Elschbach 384 Einwohner, die in 62 Wohngebäuden lebten. Die Katholiken gehörten damals zur Pfarrei von Kübelberg, die Protestanten zu derjenigen von Obermiesau. Ab 1938 war der Ort Bestandteil des Landkreises Kusel. Nach dem Zweiten Weltkrieg wurde Elschbach innerhalb der französischen Besatzungszone Teil des damals neu gebildeten Landes Rheinland-Pfalz. Im Zuge der ersten rheinland-pfälzischen Verwaltungsreform wurde Elschbach am 7. Juni 1969 nach Miesau eingemeindet, ehe diese drei Jahre später in der neuen Ortsgemeinde Bruchmühlbach-Miesau aufging. Damit einhergehend fand gleichzeitig ein Wechsel in den Landkreis Kaiserslautern statt.
Die ehemalige Gemeinde Elschbach hatte ursprünglich eine Fläche von 2,13 km².

## Verkehr und Infrastruktur

### Verkehr
1904 erhielt Elschbach mit Eröffnung der Glantalbahn Anschluss an das Eisenbahnnetz. Der entsprechende Bahnhof erhielt ein kleineres Empfangsgebäude. Er lag abseits der Ortschaft an der Straße nach Gries. In unmittelbarer Nähe entstand in der Folgezeit die zu Elschbach gehörende Siedlung Am Bahnhof. Ursprünglich verfügte er über ein Ladegleis, das bereits nach dem Zweiten Weltkrieg nicht mehr existierte. Aufgrund seiner peripheren Lage erhielt Elschbach Anfang der 1960er Jahre mit Elschbach Ort einen zusätzlichen, ortsnahen Haltepunkt, wodurch besagte Bahnstrecke im südlichen Abschnitt Homburg-Glan-Münchweiler belebt werden sollte. Bereits 1976 wurde er wieder aufgelassen, zwei Jahre später ereilte den Bahnhof dasselbe Schicksal. Da der Güterverkehr bereits zuvor zwischen Schönenberg-Kübelberg und Glan-Münchweiler eingestellt worden war, war dieser Streckenabschnitt ab 1981 ohne regulären Verkehr. Ende der 1980er Jahre wurden die Gleise abgebaut. 2002 wurde auf der Trasse der 2006 auf voller Länge fertiggestellte Glan-Blies-Weg eröffnet. Die nächstgelegenen Bahnhöfe sind seither in Glan-Münchweiler und Bruchmühlbach-Miesau.
Im Ort selbst beginnt die Landesstraße 358 die nach Glan-Münchweiler führt.

### Infrastruktur
Mit der SGV Elschbach existiert vor Ort ein Sportverein. Hinzu kommt außerdem der Elschbacher Theaterverein. Jährlich feiern die Bewohner außerdem ein sogenanntes Wikingerfest.
Im Ort befindet sich eine 1862 errichtete katholische Kirche.

## In Elschbach geboren
- Alexander Weis (* 1959), Beamter